# Lijst van burgemeesters van Liesveld
Dit is een lijst van burgemeesters van de voormalige Nederlandse gemeente Liesveld in de provincie Zuid-Holland. Deze gemeente werd gesticht op 1 januari 1986 en bestond tot 1 januari 2013, toen zij opging in de gemeente Molenwaard.
| Ambtsperiode                   | Naam burgemeester      | Partij of stroming | Bijzonderheden                       |
| ------------------------------ | ---------------------- | ------------------ | ------------------------------------ |
| 1986 - 1992                    | Johan (J.G.) de Groot  | CDA                |                                      |
| 1993 - 1 mei 1999              | André (A.J.) Borgdorff | CDA                |                                      |
| 1 juni 1999 - 1 december 1999  | Dick Kraaijveld        | CDA                | waarnemend                           |
| 1 december 1999 - 1 maart 2004 | mr.drs. Bort Koelewijn | GPV/CU             | werd burgemeester van Rijssen-Holten |
| 1 maart 2004 - 1 december 2004 | Cees Bakker            | CDA                | waarnemend                           |
| 1 december 2004 - 2010         | Gert-Jan (K.J.G.) Kats | SGP                |                                      |
| 2010 - 2012                    | Willem Gradisen        | PvdA               | waarnemend                           |
| 1 juni 2012 - 31 december 2012 | Teus (T.C.) van Gelder | SGP                | waarnemend                           |